# Димитър Батаклиев
Димитър Атанасов Батаклиев е български стоматолог.

## Биография
Роден е на 13 февруари 1900 г. в Пазарджик. Негов брат е географът проф. Иван Батаклиев, а сестра – учителката и журналистка Евгения Батаклиева. През 1925 г. завършва стоматология в Лайпциг. След завръщането си в България работи в Пазарджик. До 1957 г. заема длъжността началник на стоматологичното отделение към Градската поликлиника. Той е земеделски стопанин и индустриалец. От 1940 г. е собственик на вакуумно-консервна фабрика, която е национализирана през 1947 г. Умира на 25 юли 1971 г. в Пазарджик.